# 鮑勃·布萊克曼
鮑勃·布萊克曼，CBE（英語：Bob Blackman，1956年4月26日—）是一位英格蘭政治人物，他的黨籍是保守黨。自2010年開始，他擔任東哈羅選區選出的英國下議院議員。他是保守黨內集團以色列之友的成員。踏入政壇之前他曾在英國電信工作。